# Чисмон дел Грапа
Чисмон дел Грапа је насеље у Италији у округу Виченца, региону Венето.
Према процени из 2011. у насељу је живело 592 становника. Насеље се налази на надморској висини од 206 м.

## Становништво
Према резултатима пописа становништва 2011. у општини је живело 964 становника.
| 1951. | 1961. | 1971. | 1981. | 1991. | 2001. | 2011. |
| ----- | ----- | ----- | ----- | ----- | ----- | ----- |
| 2.170 | 1.731 | 1.377 | 1.257 | 1.089 | 1.058 | 964   |

## Партнерски градови
- Ђаре